# Busch Light Clash at The Coliseum 2022
Il Busch Light Clash at The Coliseum 2022 è stata una gara del campionato NASCAR 2022 disputata il 6 febbraio 2022 presso il Los Angeles Memorial Coliseum di Los Angeles. Disputata sulla lunghezza di 150 giri, è stata la 1ª gara di esibizione del campionato NASCAR 2022.

## Formato e partecipanti
Il 14 settembre 2021, la NASCAR ha annunciato che il Busch Clash si sarebbe trasferito presso il Los Angeles Memorial Coliseum di Los Angeles. Il successivo 9 novembre 2021 è stato annunciato il formato del Busch Clash 2022:
- Per la prima volta, il Busch Clash è stato aperto a tutte le squadre e tutti i piloti.
- Per un totale di 6 gare, sono stati disputati un totale di 350 giri.
- Alle qualifiche hanno preso parte i 36 chartered team e fino a 4 squadre non-chartered.
- Sulla base dei tempi di qualifica, i piloti sono stati raggruppati in 4 batterie, ognuna delle quali ha disputato una gara di 25 giri. I 4 piloti vincitori si sono qualificati per la gara.
- Tutti i piloti non qualificati hanno disputato una gara di 50 giri in 2 batterie. I 3 piloti migliori di ogni batteria si sono qualificati come ripescati alla gara.
- Il pilota miglior classificato nella stagione 2021 non qualificato sarebbe stato ripescato e inserito in ultima posizione nella griglia di partenza.
- La gara si sarebbe disputata su 150 giri.

### Partecipanti
- R - pilota al 1º anno di partecipazione (rookie).
- i - pilota non in corsa per il campionato NASCAR 2022.

| N.                           | Pilota                | Squadra                  | Costruttore |
| ---------------------------- | --------------------- | ------------------------ | ----------- |
| 1                            | Ross Chastain         | Trackhouse Racing Team   | Chevrolet   |
| 2                            | Austin Cindric (R)    | Team Penske              | Ford        |
| 3                            | Austin Dillon         | Richard Childress Racing | Chevrolet   |
| 4                            | Kevin Harvick         | Stewart-Haas Racing      | Ford        |
| 5                            | Kyle Larson           | Hendrick Motorsports     | Chevrolet   |
| 6                            | Brad Keselowski       | RFK Racing               | Ford        |
| 7                            | Corey LaJoie          | Spire Motorsports        | Chevrolet   |
| 8                            | Tyler Reddick         | Richard Childress Racing | Chevrolet   |
| 9                            | Chase Elliott         | Hendrick Motorsports     | Chevrolet   |
| 10                           | Aric Almirola         | Stewart-Haas Racing      | Ford        |
| 11                           | Denny Hamlin          | Joe Gibbs Racing         | Toyota      |
| 12                           | Ryan Blaney           | Team Penske              | Ford        |
| 14                           | Chase Briscoe         | Stewart-Haas Racing      | Ford        |
| 15                           | Ryan Preece           | Rick Ware Racing         | Ford        |
| 16                           | A.J. Allmendinger (i) | Kaulig Racing            | Chevrolet   |
| 17                           | Chris Buescher        | RFK Racing               | Ford        |
| 18                           | Kyle Busch            | Joe Gibbs Racing         | Toyota      |
| 19                           | Martin Truex Jr.      | Joe Gibbs Racing         | Toyota      |
| 20                           | Christopher Bell      | Joe Gibbs Racing         | Toyota      |
| 21                           | Harrison Burton (R)   | Wood Brothers Racing     | Ford        |
| 22                           | Joey Logano           | Team Penske              | Ford        |
| 23                           | Bubba Wallace         | 23XI Racing              | Toyota      |
| 24                           | William Byron         | Hendrick Motorsports     | Chevrolet   |
| 31                           | Justin Haley          | Kaulig Racing            | Chevrolet   |
| 34                           | Michael McDowell      | Front Row Motorsports    | Ford        |
| 38                           | Todd Gilliland (R)    | Front Row Motorsports    | Ford        |
| 41                           | Cole Custer           | Stewart-Haas Racing      | Ford        |
| 42                           | Ty Dillon             | Petty GMS Motorsports    | Chevrolet   |
| 43                           | Erik Jones            | Petty GMS Motorsports    | Chevrolet   |
| 45                           | Kurt Busch            | 23XI Racing              | Toyota      |
| 47                           | Ricky Stenhouse Jr.   | JTG Daugherty Racing     | Chevrolet   |
| 48                           | Alex Bowman           | Hendrick Motorsports     | Chevrolet   |
| 51                           | Cody Ware             | Rick Ware Racing         | Ford        |
| 77                           | Landon Cassill (i)    | Spire Motorsports        | Chevrolet   |
| 78                           | B.J. McLeod           | Live Fast Motorsports    | Ford        |
| 99                           | Daniel Suárez         | Trackhouse Racing Team   | Chevrolet   |
| Lista ufficiale partecipanti |                       |                          |             |

## Prove
Chase Elliott è stato il pilota più veloce nella sessione di prove con il tempo di 13.455 secondi e una velocità media di 66.890 miglia orarie (107.649 km/h).

### Risultati delle prove
| Pos                       | N. | Pilota        | Squadra              | Costruttore | Tempo (s) | Velocità (m/h) |
| ------------------------- | -- | ------------- | -------------------- | ----------- | --------- | -------------- |
| 1                         | 9  | Chase Elliott | Hendrick Motorsports | Chevrolet   | 13.455    | 66.890         |
| 2                         | 4  | Kevin Harvick | Stewart-Haas Racing  | Ford        | 13.457    | 66.880         |
| 3                         | 14 | Chase Briscoe | Stewart-Haas Racing  | Ford        | 13.470    | 66.815         |
| Risultati ufficiali prove |    |               |                      |             |           |                |

## Qualifiche
Kyle Busch ha ottenuto la pole position vincendo la prima batteria con il tempo di 13,745 secondi e con una velocità media di 65,478 miglia orarie (105,377 km/h).

### Risultati delle qualifiche
| Pos                            | N. | Pilota                | Squadra                  | Costruttore | Tempo (s) |
| ------------------------------ | -- | --------------------- | ------------------------ | ----------- | --------- |
| 1                              | 18 | Kyle Busch            | Joe Gibbs Racing         | Toyota      | 13.745    |
| 2                              | 8  | Tyler Reddick         | Richard Childress Racing | Chevrolet   | 13.761    |
| 3                              | 31 | Justin Haley          | Kaulig Racing            | Chevrolet   | 13.891    |
| 4                              | 1  | Ross Chastain         | Trackhouse Racing Team   | Chevrolet   | 13.949    |
| 5                              | 2  | Austin Cindric (R)    | Team Penske              | Ford        | 13.952    |
| 6                              | 3  | Austin Dillon         | Richard Childress Racing | Chevrolet   | 13.953    |
| 7                              | 4  | Kevin Harvick         | Stewart-Haas Racing      | Ford        | 13.954    |
| 8                              | 5  | Kyle Larson           | Hendrick Motorsports     | Chevrolet   | 13.957    |
| 9                              | 6  | Brad Keselowski       | RFK Racing               | Ford        | 13.962    |
| 10                             | 7  | Corey LaJoie          | Spire Motorsports        | Chevrolet   | 13.965    |
| 11                             | 9  | Chase Elliott         | Hendrick Motorsports     | Chevrolet   | 13.973    |
| 12                             | 10 | Aric Almirola         | Stewart-Haas Racing      | Ford        | 13.978    |
| 13                             | 11 | Denny Hamlin          | Joe Gibbs Racing         | Toyota      | 14.007    |
| 14                             | 12 | Ryan Blaney           | Team Penske              | Ford        | 14.014    |
| 15                             | 14 | Chase Briscoe         | Stewart-Haas Racing      | Ford        | 14.023    |
| 16                             | 15 | Ryan Preece           | Rick Ware Racing         | Ford        | 14.050    |
| 17                             | 16 | A.J. Allmendinger (i) | Kaulig Racing            | Chevrolet   | 14.053    |
| 18                             | 17 | Chris Buescher        | RFK Racing               | Ford        | 14.076    |
| 19                             | 19 | Martin Truex Jr.      | Joe Gibbs Racing         | Toyota      | 14.120    |
| 20                             | 20 | Christopher Bell      | Joe Gibbs Racing         | Toyota      | 14.148    |
| 21                             | 21 | Harrison Burton (R)   | Wood Brothers Racing     | Ford        | 14.151    |
| 22                             | 22 | Joey Logano           | Team Penske              | Ford        | 14.157    |
| 23                             | 23 | Bubba Wallace         | 23XI Racing              | Toyota      | 14.158    |
| 24                             | 24 | William Byron         | Hendrick Motorsports     | Chevrolet   | 14.194    |
| 25                             | 34 | Michael McDowell      | Front Row Motorsports    | Ford        | 14.235    |
| 26                             | 38 | Todd Gilliland (R)    | Front Row Motorsports    | Ford        | 14.247    |
| 27                             | 41 | Cole Custer           | Stewart-Haas Racing      | Ford        | 14.251    |
| 28                             | 42 | Ty Dillon             | Petty GMS Motorsports    | Chevrolet   | 14.277    |
| 29                             | 43 | Erik Jones            | Petty GMS Motorsports    | Chevrolet   | 14.304    |
| 30                             | 45 | Kurt Busch            | 23XI Racing              | Toyota      | 14.305    |
| 31                             | 47 | Ricky Stenhouse Jr.   | JTG Daugherty Racing     | Chevrolet   | 14.326    |
| 32                             | 48 | Alex Bowman           | Hendrick Motorsports     | Chevrolet   | 14.437    |
| 33                             | 51 | Cody Ware             | Rick Ware Racing         | Ford        | 14.451    |
| 34                             | 77 | Landon Cassill (i)    | Spire Motorsports        | Chevrolet   | 14.466    |
| 35                             | 78 | B.J. McLeod           | Live Fast Motorsports    | Ford        | 14.471    |
| 36                             | 99 | Daniel Suárez         | Trackhouse Racing Team   | Chevrolet   | 14.532    |
| Risultati ufficiali qualifiche |    |                       |                          |             |           |

## Batterie di qualifica
Kyle Busch ha ottenuto la pole position vincendo allo stesso tempo la prima batteria di qualifica. Ty Dillon ha vinto la seconda delle due batterie di ripescaggio, tuttavia è stato successivamente squailficato per una violazione della fase di ripartenza dopo una caution, permettendo in tal modo ad Harrison Burton di qualificarsi per la gara.

### Batteria 1
| Pos                            | Griglia | N  | Pilota              | Squadra                | Costruttore | Giri |
| ------------------------------ | ------- | -- | ------------------- | ---------------------- | ----------- | ---- |
| 1                              | 1       | 18 | Kyle Busch          | Joe Gibbs Racing       | Toyota      | 25   |
| 2                              | 2       | 99 | Daniel Suárez       | Trackhouse Racing Team | Chevrolet   | 25   |
| 3                              | 3       | 47 | Ricky Stenhouse Jr. | JTG Daugherty Racing   | Chevrolet   | 25   |
| 4                              | 4       | 12 | Ryan Blaney         | Team Penske            | Ford        | 25   |
| 5                              | 5       | 11 | Denny Hamlin        | Joe Gibbs Racing       | Toyota      | 25   |
| 6                              | 9       | 1  | Ross Chastain       | Trackhouse Racing Team | Chevrolet   | 25   |
| 7                              | 8       | 38 | Todd Gilliland (R)  | Front Row Motorsports  | Ford        | 25   |
| 8                              | 6       | 10 | Aric Almirola       | Stewart-Haas Racing    | Ford        | 25   |
| 9                              | 7       | 78 | B. J. McLeod        | Live Fast Motorsports  | Ford        | 23   |
| Risultati ufficiali batteria 1 |         |    |                     |                        |             |      |

### Batteria 2
| Pos                            | Griglia | N  | Pilota              | Squadra                  | Costruttore | Giri |
| ------------------------------ | ------- | -- | ------------------- | ------------------------ | ----------- | ---- |
| 1                              | 1       | 8  | Tyler Reddick       | Richard Childress Racing | Chevrolet   | 25   |
| 2                              | 7       | 14 | Chase Briscoe       | Stewart-Haas Racing      | Ford        | 25   |
| 3                              | 6       | 3  | Austin Dillon       | Richard Childress Racing | Chevrolet   | 25   |
| 4                              | 2       | 41 | Cole Custer         | Stewart-Haas Racing      | Ford        | 25   |
| 5                              | 5       | 23 | Bubba Wallace       | 23XI Racing              | Toyota      | 25   |
| 6                              | 4       | 48 | Alex Bowman         | Hendrick Motorsports     | Chevrolet   | 25   |
| 7                              | 9       | 19 | Martin Truex Jr.    | Joe Gibbs Racing         | Toyota      | 25   |
| 8                              | 3       | 21 | Harrison Burton (R) | Wood Brothers Racing     | Ford        | 25   |
| 9                              | 8       | 6  | Brad Keselowski     | RFK Racing               | Ford        | 25   |
| Risultati ufficiali batteria 2 |         |    |                     |                          |             |      |

### Batteria 3
| Pos                            | Griglia | N  | Pilota                 | Squadra              | Costruttore | Giri |
| ------------------------------ | ------- | -- | ---------------------- | -------------------- | ----------- | ---- |
| 1                              | 1       | 31 | Justin Haley           | Kaulig Racing        | Chevrolet   | 25   |
| 2                              | 3       | 24 | William Byron          | Hendrick Motorsports | Chevrolet   | 25   |
| 3                              | 4       | 20 | Christopher Bell       | Joe Gibbs Racing     | Toyota      | 25   |
| 4                              | 2       | 9  | Chase Elliott          | Hendrick Motorsports | Chevrolet   | 25   |
| 5                              | 5       | 16 | A. J. Allmendinger (i) | Kaulig Racing        | Chevrolet   | 25   |
| 6                              | 6       | 4  | Kevin Harvick          | Stewart-Haas Racing  | Ford        | 25   |
| 7                              | 7       | 17 | Chris Buescher         | RFK Racing           | Ford        | 25   |
| 8                              | 9       | 51 | Cody Ware              | Rick Ware Racing     | Ford        | 25   |
| 9                              | 8       | 7  | Corey LaJoie           | Spire Motorsports    | Chevrolet   | 25   |
| Risultati ufficiali batteria 3 |         |    |                        |                      |             |      |

### Batteria 4
| Pos                            | Griglia | N  | Pilota             | Squadra               | Costruttore | Giri |
| ------------------------------ | ------- | -- | ------------------ | --------------------- | ----------- | ---- |
| 1                              | 1       | 22 | Joey Logano        | Team Penske           | Ford        | 25   |
| 2                              | 2       | 5  | Kyle Larson        | Hendrick Motorsports  | Chevrolet   | 25   |
| 3                              | 3       | 34 | Michael McDowell   | Front Row Motorsports | Ford        | 25   |
| 4                              | 6       | 43 | Erik Jones         | Petty GMS Motorsports | Chevrolet   | 25   |
| 5                              | 7       | 15 | Ryan Preece        | Rick Ware Racing      | Ford        | 25   |
| 6                              | 5       | 2  | Austin Cindric (R) | Team Penske           | Ford        | 25   |
| 7                              | 7       | 45 | Kurt Busch         | 23XI Racing           | Toyota      | 25   |
| 8                              | 4       | 77 | Landon Cassill (i) | Spire Motorsports     | Chevrolet   | 25   |
| 9                              | 9       | 42 | Ty Dillon          | Petty GMS Motorsports | Chevrolet   | 6    |
| Risultati ufficiali batteria 4 |         |    |                    |                       |             |      |

### Batteria ripescaggio 1
| Pos                                        | Griglia | N  | Pilota                 | Squadra                | Costruttore | Giri |
| ------------------------------------------ | ------- | -- | ---------------------- | ---------------------- | ----------- | ---- |
| 1                                          | 1       | 11 | Denny Hamlin           | Joe Gibbs Racing       | Toyota      | 50   |
| 2                                          | 4       | 4  | Kevin Harvick          | Stewart-Haas Racing    | Ford        | 50   |
| 3                                          | 2       | 16 | A. J. Allmendinger (i) | Kaulig Racing          | Chevrolet   | 50   |
| 4                                          | 8       | 51 | Cody Ware              | Rick Ware Racing       | Ford        | 50   |
| 5                                          | 6       | 17 | Chris Buescher         | RFK Racing             | Ford        | 50   |
| 6                                          | 3       | 1  | Ross Chastain          | Trackhouse Racing Team | Chevrolet   | 50   |
| 7                                          | 10      | 7  | Corey LaJoie           | Spire Motorsports      | Chevrolet   | 50   |
| 8                                          | 5       | 38 | Todd Gilliland (R)     | Front Row Motorsports  | Ford        | 50   |
| 9                                          | 7       | 10 | Aric Almirola          | Stewart-Haas Racing    | Ford        | 4    |
| 10                                         | 9       | 78 | B. J. McLeod           | Live Fast Motorsports  | Ford        | 4    |
| Risultati ufficiali batteria ripescaggio 1 |         |    |                        |                        |             |      |

### Batteria ripescaggio 2
| Pos                                        | Griglia | N  | Pilota              | Squadra               | Costruttore | Giri |
| ------------------------------------------ | ------- | -- | ------------------- | --------------------- | ----------- | ---- |
| 1                                          | 4       | 15 | Ryan Preece         | Rick Ware Racing      | Ford        | 50   |
| 2                                          | 1       | 23 | Bubba Wallace       | 23XI Racing           | Toyota      | 50   |
| 3                                          | 7       | 21 | Harrison Burton (R) | Wood Brothers Racing  | Ford        | 50   |
| 4                                          | 9       | 6  | Brad Keselowski     | RFK Racing            | Ford        | 50   |
| 5                                          | 2       | 2  | Austin Cindric (R)  | Team Penske           | Ford        | 50   |
| 6                                          | 8       | 77 | Landon Cassill (i)  | Spire Motorsports     | Chevrolet   | 50   |
| 7                                          | 10      | 42 | Ty Dillon           | Petty GMS Motorsports | Chevrolet   | 50   |
| 8                                          | 6       | 45 | Kurt Busch          | 23XI Racing           | Toyota      | 45   |
| 9                                          | 3       | 48 | Alex Bowman         | Hendrick Motorsports  | Chevrolet   | 45   |
| 10                                         | 5       | 19 | Martin Truex Jr.    | Joe Gibbs Racing      | Toyota      | 0    |
| Risultati ufficiali batteria ripescaggio 2 |         |    |                     |                       |             |      |

### Griglia di partenza
| 1                             | 18 | Kyle Busch             | Joe Gibbs Racing         | Toyota    |
| 2                             | 8  | Tyler Reddick          | Richard Childress Racing | Chevrolet |
| 3                             | 31 | Justin Haley           | Kaulig Racing            | Chevrolet |
| 4                             | 22 | Joey Logano            | Team Penske              | Ford      |
| 5                             | 99 | Daniel Suárez          | Trackhouse Racing Team   | Chevrolet |
| 6                             | 14 | Chase Briscoe          | Stewart-Haas Racing      | Ford      |
| 7                             | 24 | William Byron          | Hendrick Motorsports     | Chevrolet |
| 8                             | 5  | Kyle Larson            | Hendrick Motorsports     | Chevrolet |
| 9                             | 47 | Ricky Stenhouse Jr.    | JTG Daugherty Racing     | Chevrolet |
| 10                            | 3  | Austin Dillon          | Richard Childress Racing | Chevrolet |
| 11                            | 20 | Christopher Bell       | Joe Gibbs Racing         | Toyota    |
| 12                            | 34 | Michael McDowell       | Front Row Motorsports    | Ford      |
| 13                            | 12 | Ryan Blaney            | Team Penske              | Ford      |
| 14                            | 41 | Cole Custer            | Stewart-Haas Racing      | Ford      |
| 15                            | 9  | Chase Elliott          | Hendrick Motorsports     | Chevrolet |
| 16                            | 43 | Erik Jones             | Petty GMS Motorsports    | Chevrolet |
| 17                            | 11 | Denny Hamlin           | Joe Gibbs Racing         | Toyota    |
| 18                            | 15 | Ryan Preece            | Rick Ware Racing         | Ford      |
| 19                            | 4  | Kevin Harvick          | Stewart-Haas Racing      | Ford      |
| 20                            | 23 | Bubba Wallace          | 23XI Racing              | Toyota    |
| 21                            | 16 | A. J. Allmendinger (i) | Kaulig Racing            | Chevrolet |
| 22                            | 21 | Harrison Burton (R)    | Wood Brothers Racing     | Ford      |
| 23                            | 19 | Martin Truex Jr.       | Joe Gibbs Racing         | Toyota    |
| Griglia di partenza ufficiale |    |                        |                          |           |

## Gara

### Risultati
| Pos                      | Griglia | N  | Pilota                 | Squadra                  | Costruttore | Giri |
| ------------------------ | ------- | -- | ---------------------- | ------------------------ | ----------- | ---- |
| 1                        | 4       | 22 | Joey Logano            | Team Penske              | Ford        | 150  |
| 2                        | 1       | 18 | Kyle Busch             | Joe Gibbs Racing         | Toyota      | 150  |
| 3                        | 10      | 3  | Austin Dillon          | Richard Childress Racing | Chevrolet   | 150  |
| 4                        | 16      | 43 | Erik Jones             | Petty GMS Motorsports    | Chevrolet   | 150  |
| 5                        | 8       | 5  | Kyle Larson            | Hendrick Motorsports     | Chevrolet   | 150  |
| 6                        | 7       | 24 | William Byron          | Hendrick Motorsports     | Chevrolet   | 150  |
| 7                        | 14      | 41 | Cole Custer            | Stewart-Haas Racing      | Ford        | 150  |
| 8                        | 11      | 20 | Christopher Bell       | Joe Gibbs Racing         | Toyota      | 150  |
| 9                        | 21      | 16 | A. J. Allmendinger (i) | Kaulig Racing            | Chevrolet   | 150  |
| 10                       | 19      | 4  | Kevin Harvick          | Stewart-Haas Racing      | Ford        | 150  |
| 11                       | 15      | 9  | Chase Elliott          | Hendrick Motorsports     | Chevrolet   | 150  |
| 12                       | 22      | 21 | Harrison Burton (R)    | Wood Brothers Racing     | Ford        | 150  |
| 13                       | 9       | 47 | Ricky Stenhouse Jr.    | JTG Daugherty Racing     | Chevrolet   | 150  |
| 14                       | 5       | 99 | Daniel Suárez          | Trackhouse Racing Team   | Chevrolet   | 150  |
| 15                       | 23      | 19 | Martin Truex Jr.       | Joe Gibbs Racing         | Toyota      | 149  |
| 16                       | 12      | 34 | Michael McDowell       | Front Row Motorsports    | Ford        | 149  |
| 17                       | 13      | 12 | Ryan Blaney            | Team Penske              | Ford        | 147  |
| 18                       | 20      | 23 | Bubba Wallace          | 23XI Racing              | Toyota      | 146  |
| 19                       | 3       | 31 | Justin Haley           | Kaulig Racing            | Chevrolet   | 116  |
| 20                       | 18      | 15 | Ryan Preece            | Rick Ware Racing         | Ford        | 75   |
| 21                       | 2       | 8  | Tyler Reddick          | Richard Childress Racing | Chevrolet   | 53   |
| 22                       | 6       | 14 | Chase Briscoe          | Stewart-Haas Racing      | Ford        | 53   |
| 23                       | 17      | 11 | Denny Hamlin           | Joe Gibbs Racing         | Toyota      | 52   |
| Risultati ufficiali gara |         |    |                        |                          |             |      |